# كيفن ريفيس
كيفن ريفيس (بالإنجليزية: Kevin Reeves)‏ (20 أكتوبر 1957 في المملكة المتحدة - ) هو لاعب كرة قدم بريطاني في مركز الهجوم. شارك مع منتخب إنجلترا تحت 21 سنة لكرة القدم ومنتخب إنجلترا لكرة القدم الرديف ومنتخب إنجلترا لكرة القدم. أما مع النوادي، فقد لعب مع مانشستر سيتي ونادي بورنموث ونادي بيرنلي ونورويتش سيتي.

## وصلات خارجية
- كيفن ريفيس على موقع قاعدة بيانات كرة القدم.إي يو (الإنجليزية)
- كيفن ريفيس على موقع ناشيونال فوتبول تيمز (الإنجليزية)